# Scheiwijkse Molen
De Scheiwijkse Molen is een wipmolen aan de Lage Giessen 53 in Hoornaar, in de Nederlandse gemeente Molenlanden (provincie Zuid-Holland). Het is een van de twee resterende molens van wat Het Land der Zes Molens heet. De andere nog bestaande molen is de Oudendijkse Molen. De molen is in 1638 gebouwd en is tot 1974 in bedrijf geweest. De Scheiwijkse Molen is in dat jaar door het polderbestuur buiten bedrijf gesteld en meteen overgedragen aan de SIMAV.
Het gevlucht met een lengte van 27,55 m is sinds 1974 opnieuw oud-Hollands opgehekt. De Scheiwijkse Molen is maalvaardig en bemaalt de polder met behulp van een scheprad met een diameter van 5,73 m. en een breedte van 56 cm. De opvoerhoogte bedraagt 1,10 m. Opvallend aan de Scheiwijkse Molen is dat hij, in tegenstelling tot veel van de andere wipmolens, nooit is verhoogd.